# 야쓰카촌 (고치현)
와라히오카촌(일본어: 八束村)은 일본 고치현 하타군에 있던 촌이다. 

## 역사
- 1889년 4월 1일 - 정촌제 시행에 의해 8촌의 구역으로 성립하였다.
- 1954년 3월 31일 - 나카무라정, 시모다정, 와라비오카촌, 히가시야마촌, 우시로가와촌, 구도촌, 히가시나카스지촌, 도미야마촌, 오카와스지촌, 나카스지촌과 합병해 나카무라시가 성립, 동일 야쓰카촌은 폐지되었다.

## 참고 문헌
- 角川日本地名大辞典編纂委員会,『角川日本地名大辞典 39 高知県』1983, 角川書店